# União da Vitória (kommun)
União da Vitória är en kommun i Brasilien.   Den ligger i delstaten Paraná, i den södra delen av landet, 1 200 km söder om huvudstaden Brasília. Antalet invånare är 52 753.
Följande samhällen finns i União da Vitória:
- União da Vitória

I omgivningarna runt União da Vitória växer i huvudsak städsegrön lövskog. Runt União da Vitória är det glesbefolkat, med 16 invånare per kvadratkilometer.